# Strength of a Woman
Strength of a Woman é o décimo terceiro álbum de estúdio da cantora americana Mary J. Blige. Foi lançado em 28 de Abril de 2017 e é um retorno as suas raízes urbanas de  R&B, Hip hop e  Soul após experimentar novas sonoridades eletrônicas em seu álbum anterior The London Sessions.

O álbum é sobre seu ex-marido Kendu Isaacs, o conturbado divórcio e também uma homenagem a mãe da cantora.  

Strength of a Woman é o primeiro álbum de Blige a ser lançado com um aviso Parental Advisory, e uma versão editada também foi disponibilizada.
| “ | "Este é um dos meus álbuns mais poderosos, contendo algumas colaborações poderosas. Estou animada para compartilhar com vocês em 28/04", escreveu ela em seu Instagram. | ” |

## Precedentes
A cantora pretendia lançar o álbum em 2016, mas após descobrir que estava sendo traída 
(a cantora descobriu que seu marido tinha um caso com a atriz e modelo Starshell), ela resolveu mudar o conceito e reescrever novo material.

"Este álbum ... [foi] escrito na perspectiva de eu lutar pelo meu casamento. E então, quando tudo explodiu em agosto, eu tive que começar a reescrever músicas. Não houve um momento em que eu sentisse que ia manter isso 
(o casamento), porque era demais para eu lidar sozinha. Essas são as coisas que eu precisava para sair. Eu precisava me expressar e assim doeu, mas é bom. É bom."

A cantora descobriu que estava sendo traída e que o ex-marido gastou cerca de $ 420.000 dólares com a amante, ela exigiu que ele devolvesse a mercedes que alugou para ele, os prêmios Grammy e outros que estavam sob posse de Kendu. A cantora exigiu o divórcio após 12 anos de casamento, Kendu exigiu que a ex-mulher lhe desse 100 mil libras por mês em apoio conjugal para cobrir suas despesas de vida, incluindo US $ 4.971 para sustentar seus filhos de outra relação, $ 1.200 dólares para jantar e $ 5.708 dólares para sua governanta. A cantora respondeu:

_ "Eu não sou responsável por apoiar os pais [de Martin] e seus filhos de outro relacionamento que ele lista como despesas mensais em curso", disse Blige nos documentos do tribunal". Sobre a traição ela disse: 

"Eu estava recebendo coisas aqui e ali, mas não tinha toda a verdade", explicou. "Mas quando eu tenho a prova completa, eu não tive que investigar, ela só apareceu".
Em outra entrevista a cantora disse que seu ex-marido ameaçou afundar e destruir sua carreira:

_ "Seus fãs estão cansados de você. . . Você esgotou o tempo, e assim ... ".

A cantora descreveu sua ruptura matrimonial, divórcio e subsequentes recriminações como "desagradável" e "humilhante". "Você descobriu que não era. . . O que essa pessoa queria, durante todos esses anos. E que alguém [a outra] era melhor. Isso é ferir". Ela acrescentou: "Todo dia é tão difícil. Eu quero colocar um sorriso nos rostos das pessoas. Então, se eu quebrar e quebrar, me desculpe".

Quando o Power 105.1 DJ FM perguntou Blige o que a salvou durante este período, ela simplesmente respondeu: "Oração".
O álbum não é só sobre seu ex-marido é também uma homenagem a mãe da cantora.
| “ | "Minha mãe nos criou sozinha, meu pai não estava lá. E eu nunca vi essa mulher chorar. Eu a vi trabalhar muito, muito mesmo, seu amor duro e cuidado pelos filhos. Nós não vivemos em um grande ambiente, mas ela era tão forte. Você nunca a viu na dor. Mas através das músicas que ela ouvia, como “Victim" de Candi Staton - você sabia que algo estava errado. E como uma criança, eu sabia, mas ela nunca se virou começou a chorar perto de nossos rostos. Ela sempre se portava como uma mulher, como uma dama, e ela nunca nos deixava vê-la abatida por conta das dificuldades que ela passava. | ” |

## Singles
- O primeiro single Thick of It foi lançado em 7 de Outubro de 2016 e alcançou a primeira posição da parada Adult R&B Songs da Billboard permanecendo no topo por 19 semanas,[13] a cantora agradeceu em seu instagram,[14] a música é um desafabo sobre seu ex-marido e o divórcio,[5] seu videoclipe foi lançado em 7 de Novembro de 2016.[15]
- O segundo single U + Me (Love Lesson) foi lançado em 17 de Fevereiro de 2017[16] e também alcançou a primeira posição da parada Adult R&B Songs da Billboard[13].
- O terceiro single Love Yourself com a participação de Kanye West foi lançado em 30 de Março de 2017,[17] um lyric video foi lançado no Youtube no dia 31.[18] A faixa é descrita como um "Hardcore hip-hop soul", a cantora disse em entrevista a Rap Up que realizou um antigo sonho de trabalhar com o rapper, se dizendo uma grande fã de seu trabalho.[19] Seu videoclipe com a participação do rapper ASAP Rocky estreiou via Complex dia 26 de Maio de 2017.[20] Foi dirigido por Taj e foi filmado em Los Angeles e Nova York. Em seu canal do VEVO estreiou em 9 de Junho de 2017.[21]. Love Yourself alcançou a posição 11 na parada  Adult R&B Songs[22] e a posição 34 na Hot R&B/Hip-Hop Airplay[23]
- O quarto single Set Me Free foi escolhido como single promocional e lançado em 19 de Novembro de 2017 e alcançou a posição 31 na Hot R&B/Hip-Hop Airplay[23]e a posição 8 na Adult R&B Songs da Billboard.[22]

## Desempenho Comercial
Strength Of a Woman estreiou em terceiro lugar na Billboard 200 em 20 de Maio de 2017 com 78 mil cópias equivalentes (sendo 72.000 cópias puras, tornando-se o décimo quarto de Blige a alcançar o top 10 da Billboard 200. Até Maio de 2017 o álbum tem vendido 162 mil cópias nos Estados Unidos.

## Faixas
Edição Padrão
| N.º            | Título                                                       | Compositor(es)                                                                                        | Produtor(es)             | Duração |  |
| 1.             | "Love Yourself" (participação de Kanye West)                 | Mary J. Blige Kanye West Charles Hinshaw David D. Brown Darhyl Camper Jr. I. Andrews                  | DJ Camper                | 4:58    |  |
| 2.             | "Thick of It"                                                | Blige Camper Jr. Jazmine Sullivan John Goodison Phil Wainman                                          | DJ Camper                | 4:01    |  |
| 3.             | "Set Me Free"                                                | Blige Camper Jr. Sullivan Hinshaw                                                                     | DJ Camper                | 3:29    |  |
| 4.             | "It's Me"                                                    | Blige Priscilla Renea Hamilton Brandon "B.A.M." Hodge Richard Butler Dwayne Nesmith Tremaine Neverson | B.A.M.                   | 4:30    |  |
| 5.             | "Glow Up" (participação de Quavo, DJ Khaled & Missy Elliott) | Blige Camper Jr. Sullivan Khaled Khaled Quavious Marshall Melissa Elliott                             | DJ Camper                | 4:05    |  |
| 6.             | "U + Me (Love Lesson)"                                       | Blige Hodge Hinshaw Brown                                                                             | B.A.M.                   | 4:57    |  |
| 7.             | "Indestructible"                                             | Blige Hodge Davion Farris Eric Dawkins Elese Teyonie Russell                                          | B.A.M.                   | 4:43    |  |
| 8.             | "Thank You"                                                  | Blige Camper Jr. Sullivan                                                                             | DJ Camper                | 4:05    |  |
| 9.             | "Survivor"                                                   | Hodge Tyler Farris Dave Hoddell Spike Hoddell                                                         | B.A.M. William Tyler     | 4:44    |  |
| 10.            | "Find the Love"                                              | Blige Cainon Lamb Derrick Baker Vincent Berry II Cortni Elisa Jordan                                  | Lamb Bigg D              | 3:24    |  |
| 11.            | "Smile" (participação de Prince Charlez)                     | Blige Theron Feemster Hinshaw                                                                         | Neff-U                   | 3:42    |  |
| 12.            | "Telling the Truth" (participação de KAYTRANADA)             | Blige Louis Celestin Ashton Simmonds Matthew Tavares Chester Hansen Alexander Sowinski                | Kaytranada BadBadNotGood | 3:57    |  |
| 13.            | "Strength of a Woman"                                        | Blige Hodge Benjamin Wright Farris Dawkins                                                            | B.A.M. Teddy Riley       | 3:49    |  |
| 14.            | "Hello Father"                                               | Blige Wright Chauncey Hollis                                                                          | Hit-Boy                  | 3:19    |  |
| Duração total: | Duração total:                                               | Duração total:                                                                                        | Duração total:           | 57:42   |  |

Créditos de demonstração
- "Love Yourself" - Contém demonstrações de "Nobody Knows" performado por The SCLC Operation Breadbasket Orchestra and Choir
- "Thick Of It" - Contém demonstrações de "Give a Little Love" performado por Bay City Rollers
- "Survivor" - Contém demonstrações de "Nostalgia" performado por Weekend (1)